# Marie Hoppe-Teinitzerová
Marie Hoppe-Teinitzerová (3. července 1879, Čížkov – 18. listopadu 1960, Jindřichův Hradec) byla textilní a průmyslová výtvarnice, majitelka uměleckých textilních dílen. Žena filozofa Vladimíra Hoppeho.

## Život
Marie Teinitzerová se narodila v Čížkově u Pelhřimova. Brzy se ale s rodiči přestěhovala do Jindřichova Hradce. V roce 1893 zde absolvovala měšťansko školu. Jako dívka nesměla studovat na gymnáziu, proto alespoň docházela na soukromé hodiny francouzštiny, němčiny a klavíru. Kvůli tehdejším podmínkám odešla do Vídně na malířskou školu profesora Böehma. Z Vídně se brzy vrátila do Prahy, kde od roku 1902 jako jedna z prvních žen studovala uměleckoprůmyslovou školu. Už od počátku studií se chtěla věnovat textilu se zaměřením na bytovou kulturu. Po čtyřech letech svá studia dobrovolně ukončila a odjela do Berlína studovat Vyšší tkalcovskou školu. Její studijní cesta dále pokračovala do Dánska, Švédska a Francie, kde se v Paříži učila v gobelínových dílnách. V roce 1908 se vrátila zpět do Prahy.
Zemřela v Jindřichově Hradci 18. listopadu 1960. Je pohřbena společně se svým manželem, filozofem Vladimírem Hoppem (1882–1931) v rodinné hrobce v Praze - Bubenči.

## Činnost
Roku 1908 založila se skupinou mladých výtvarníků sdružení Artěl – ateliér pro výtvarnou práci. Sdružení se snažilo o zvýšení umělecké hodnoty předmětů každodenní potřeby. Teinitzerová se především zajímala o drobné předměty: keramiku, hračky, šperky, sklo, textil a oděvy včetně doplňků. V roce 1910 sdružení opustila a založila si v Praze vlastní dílnu. V té době už se věnovala převážně bytovému textilu. Dílnu brzy přestěhovala do rodinného domu v Jindřichově Hradci, kde jako Jindřichohradecké gobelínové dílny fungují nepřetržitě dodnes. Vytvářela zde prosté, ručně vyráběné textilie, tkané, tištěné, vyšívané, batikované záclony, polštáře, závěsy aj. Od roku 1912 měla vlastní prodejnu v Praze a od roku 1926 také v Brně.
Marie Teinitzerová byla zakladatelkou dílensky tkané tapiserie v Československu. Roku 1925 se účastnila Světové výstavy dekorativních umění v Paříži. Tento velký úspěch ji získal mezinárodní ohlas. Poté získávala zakázky na výrobu gobelínů podle návrhů předních českých umělců. V roce 1952 byla oceněna státní cenou II. stupně za zásluhy o rozvoj českého textilního umění. Přesto jí byl v padesátých letech jako živnostnici majetek zkonfiskován.

### Dílo (výběr)
- Podle návrhu Vladimíra Sychry vznikl v její dílně v letech 1947–1948 gobelín, který zdobí průčelní zeď velké auly Univerzity Karlovy v Karolinu, na kterém je zobrazen Karel IV. a svatý Václav se symboly fakult.[3]

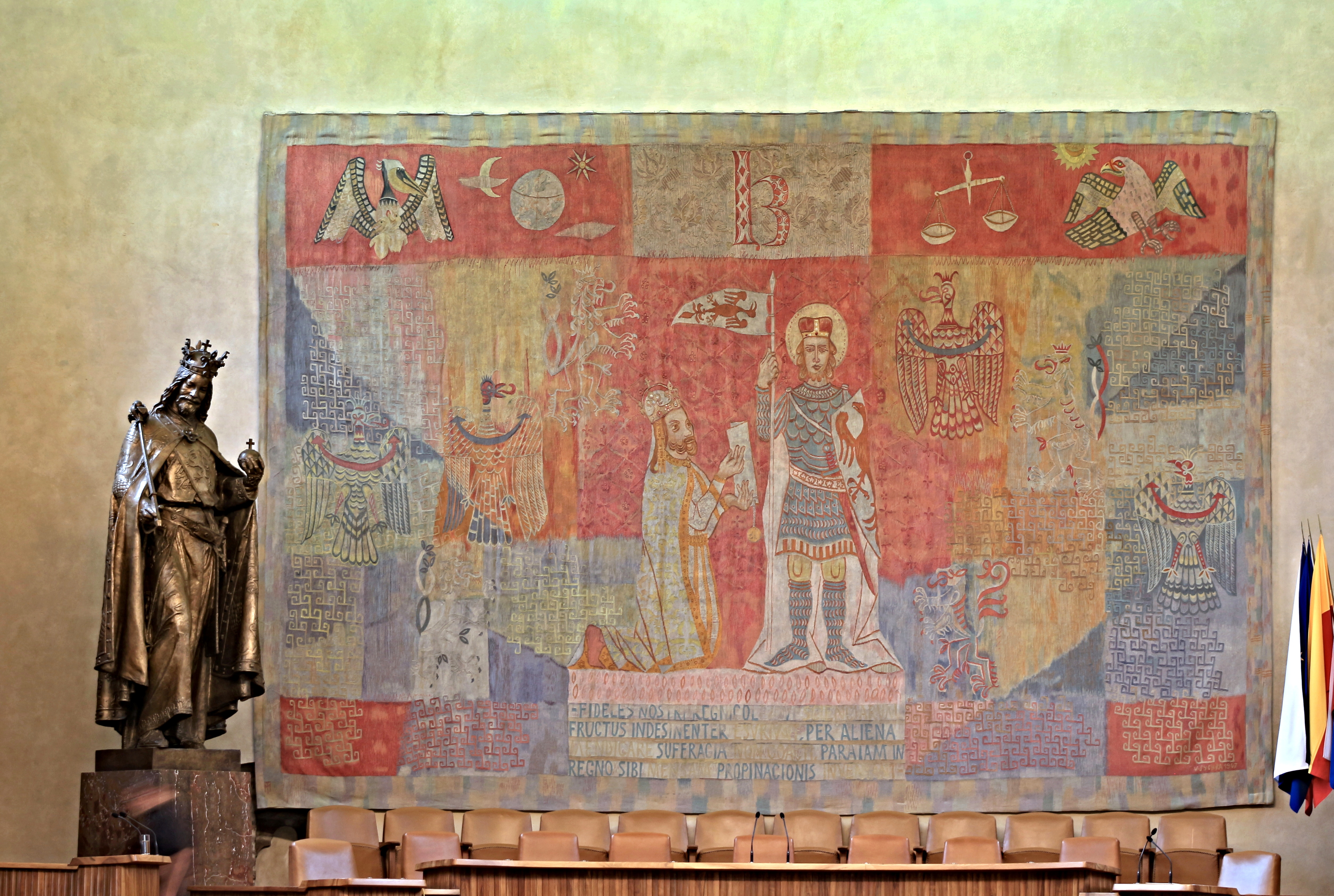
Tapiserie v aule Karolina